# فرانکلین مارن
فرانکلین مارن (به انگلیسی: Franklin Maren ؛ زادهٔ ۹ مارس ۱۹۸۷) کشتی‌گیر آزادکار اهل کوبا است.
از افتخارات وی می‌توان به کسب مدال برنز مسابقات قهرمانی کشتی جهان ۲۰۱۸ اشاره کرد.

## مسابقات قهرمانی کشتی جهان ۲۰۱۸
مارن در وزن ۷۰ کیلوگرم کشتی آزاد مسابقات قهرمانی کشتی جهان ۲۰۱۸ بوداپست حاضر بود که در مسابقه اول به آدام باتیروف از بحرین باخت و با توجه به حضور این کشتی‌گیر در فینال، به دیدار شانس مجدد رفت. او در مراحل شانس مجدد میهای ساوا از مولداوی و داویت صافاریان از ارمنستان را شکست داد و به دیدار رده‌بندی رسید. وی در این دیدار اندری کویاتکوفسکی از اوکراین را شکست داد و مدال برنز وزن ۷۰ کیلوگرم را بدست آورد.